# Viles històriques de Shirakawa-go i Gokayama
Les viles històriques de Shirakawa-go i Gokayama són un dels llocs del Patrimoni de la Humanitat de la UNESCO al Japó. La propietat cultural consta de tres pobles històrics de muntanya en una superfície de 68 hectàrees a la remota vall del riu Shogawa, que s'estén a la frontera de les prefectures de Gifu i Toyama, al centre del Japó. Shirakawa-gō (白川郷, "Barri vell de Riu Blanc") es troba al poble de Shirakawa a la prefectura de Gifu. L'àrea de Gokayama (五箇山, "Cinc Muntanyes") està dividida entre els antics pobles de Kamitaira i Taira a Nanto, la prefectura de Toyama.
La vall es troba en una regió muntanyosa amb nevades considerables, i aquests pobles són molt coneguts pels seus grups de masies, construïts a l'estil arquitectònic conegut com a gasshō-zukuri (合掌造り), dissenyats per vessar fàcilment neu dels seus sostres.

## Geografia
Els tres pobles estan situats en una remota vall, envoltats de muntanyes altes i accidentades, que reben nevades especialment elevades a l'hivern. La distància i la dificultat d'accés van restringir severament la connexió d'aquesta regió amb el món exterior fins als anys 1950. Aquest aïllament va propiciar el desenvolupament de la seva cultura i tradicions úniques, inclosa la tradició arquitectònica de les masies a l'estil Gassho, que es va lliurar durant les generacions. Durant una època, aquesta regió va ser coneguda com a "l'última zona inexplorada del Japó".:45